# Hamada Jambay
Hamada Jambay est un footballeur puis entraîneur de football comorien né le 25 avril 1975 à Iconi (Territoire des Comores, aujourd’hui Comores). Il est défenseur latéral droit.
Il a porté les couleurs de la France dans les catégories de jeunes et de Madagascar en senior, les Comores n'étant pas affiliés à la FIFA lors de sa carrière.

## Biographie
Formé à l'Olympique de Marseille (OM), Hamada Jambay devient une pièce maîtresse de la défense marseillaise lors des deux saisons que le club passe en D2. De retour en Division 1, il marque les esprits grâce à une reprise de volée restée dans la mémoire des supporters olympiens lors d'une victoire 2 buts à 1 contre le Racing Club de Lens le samedi 16 novembre 1996 pour le compte de la 18e journée de championnat. 
En 1999, il quitte l'OM pour Toulouse où il reste deux saisons avant de se retrouver au chômage après la relégation du club en National. Il rebondit ensuite à Sedan où il dispute la finale de la Coupe de France en 2005.
Il devient en 2016 entraîneur du Volcan Club de Moroni.
Il est le sélectionneur de l'équipe des Comores des moins de 20 ans de football en 2021.

## Palmarès

### Joueur
- Vice-champion de France en 1999 avec l'Olympique de Marseille
- Champion de France de Ligue 2 en 1995 avec l'Olympique de Marseille
- Vice-champion de France de Ligue 2 en 1996 avec l'Olympique de Marseille et en 2006 avec le CS Sedan
- Finaliste de la Coupe de France en 2005 avec le CS Sedan

### Entraîneur
- Champion des Comores en 2015 avec le Volcan Club de Moroni

## Parcours en sélection
- France Espoirs : 1 match.
- France -17 ans : 3 matchs.
- France Militaire : 1 match.
- Madagascar : plusieurs sélections de 2003 à 2007.